# Trädljung
Trädljung (Erica arborea) är en art i familjen ljungväxter som förekommer naturligt på Madeira, Kanarieöarna, i Medelhavsområdet, tropiska nordöstra, västcentrala och östra Afrika, samt i Jemen. Trädljung är en städsegrön buske. Den når vanligtvis en höjd av mellan 1 och 4 meter, men i bergsområden där det finns gott om vatten (som på Madeira) kan den bilda äkta träd och skogar med en höjd på upp till 7 meter. Stammen kan ibland nå mer än 40 centimeter i diameter.

## Rotveden
Rotveden (efter engelskan resp. franskan benämnd briar[wood] eller bruyère) är motståndskraftig mot eld, vilket lett till dess användning till finare pipsorter. Slanguttrycket braja (haschpipa) kan möjligen härledas till engelskans briar.